# Arak (boisson)
Pour les articles homonymes, voir Arak et Arac.
Ne doit pas être confondu avec Arrack (boisson).
Cet article possède un paronyme, voir Harak.
 (septembre 2021).
Si vous disposez d'ouvrages ou d'articles de référence ou si vous connaissez des sites web de qualité traitant du thème abordé ici, merci de compléter l'article en donnant les références utiles à sa vérifiabilité et en les liant à la section « Notes et références ».
L'arak, arac ou arack (en arabe : عرق, araq /ʕaraq/, littéralement « transpiration », en référence à la distillation) est une eau-de-vie de vin produite et consommée dans le Croissant fertile. C'est une boisson alcoolisée traditionnelle de la Méditerranée orientale, appréciée en Syrie, au Liban, en Irak, en Jordanie, en Palestine et en Israël,,,.

## Confection et consommation
Il est préparé à partir de moût de raisin fermenté (vin) distillé en eau-de-vie auquel on ajoute des graines d'anis. Il vieillit ensuite dans des jarres en argile. C'est une boisson anisée, son goût est donc proche de ceux de l'ouzo, du rakı, du pastis, etc. Mais contrairement au pastis, l'arak ne contient pas de réglisse.
L'arak pur contient de 40 à 50 degrés d'alcool mais il se boit allongé d'eau avec des glaçons. Traditionnellement, au Liban, on allonge un volume d'arak d'un volume d'eau (moitié-moitié) ou bien de deux volumes d'eau (un tiers-deux tiers). Il prend alors la couleur blanchâtre caractéristique des boissons anisées.
L'arak est un alcool que l'on boit au cours d'un repas, et plus particulièrement pour accompagner le traditionnel mezzé libanais. Il peut se boire en apéritif voire en digestif (dans ce dernier cas, il est consommé pur, sans adjonction d'eau ni de glaçons).
Les marques contemporaines d'arak expérimentent avec l'ajout de nouveaux goûts pour s'ouvrir aux plus jeunes consommateurs.

## Événements
La journée mondiale de l'arak est célébrée pour la première fois le 27 juin 2023.

## Au Levant
L'invention de l'arak est traditionnellement attribué à Jabir ibn Hayyan, une découverte qu'il aurait faite par accident.
Depuis 1893, le Liban produit l’arak, à partir de deux distillations successives de moût de raisin fermenté. Le résultat de ces distillations est mélangé à de l’anis vert, puis distillé encore une ou deux fois pour concentrer les arômes anisés. Dégusté traditionnellement avec les mezzés, on peut également servir l'arak à l'apéritif.[réf. nécessaire]
En Iran, l’aragh désigne le jus de raisin fermenté distillé en eau-de-vie, et plus généralement, toutes les boissons distillées en eau de vie (aragh-e sagui, عٓرٓقِ سٓگى , distillat de chien).

## À La Réunion
À La Réunion, l'arak (« larak » ou « rak » en créole réunionnais) désigne l'alcool de manière générale. Ce mot aurait été implanté avec l'arrivée des Indiens sur l'île puis aurait suivi un processus de créolisation lui ayant donné son sens actuel.[réf. nécessaire]

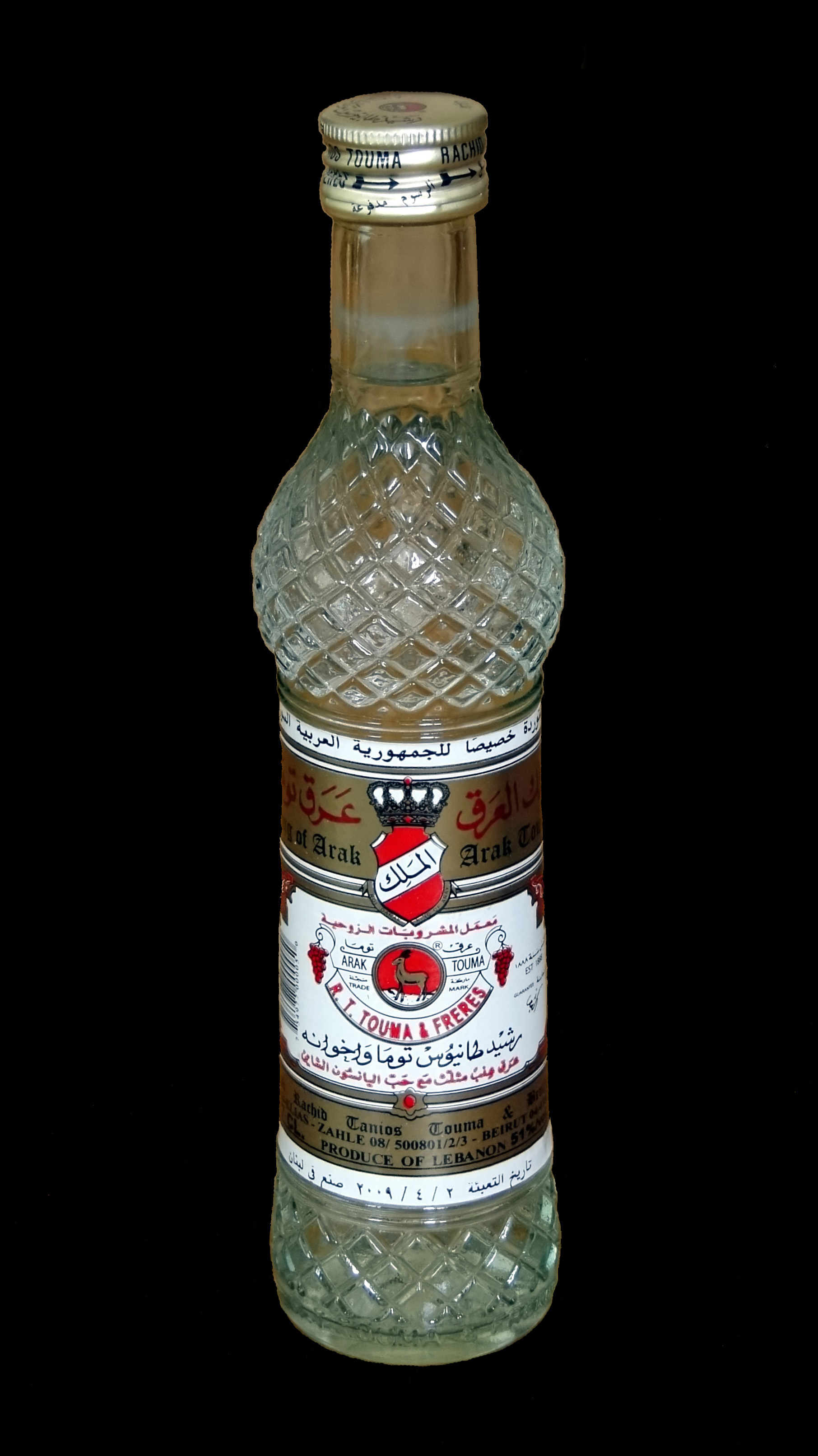
Arak Touma du Liban.
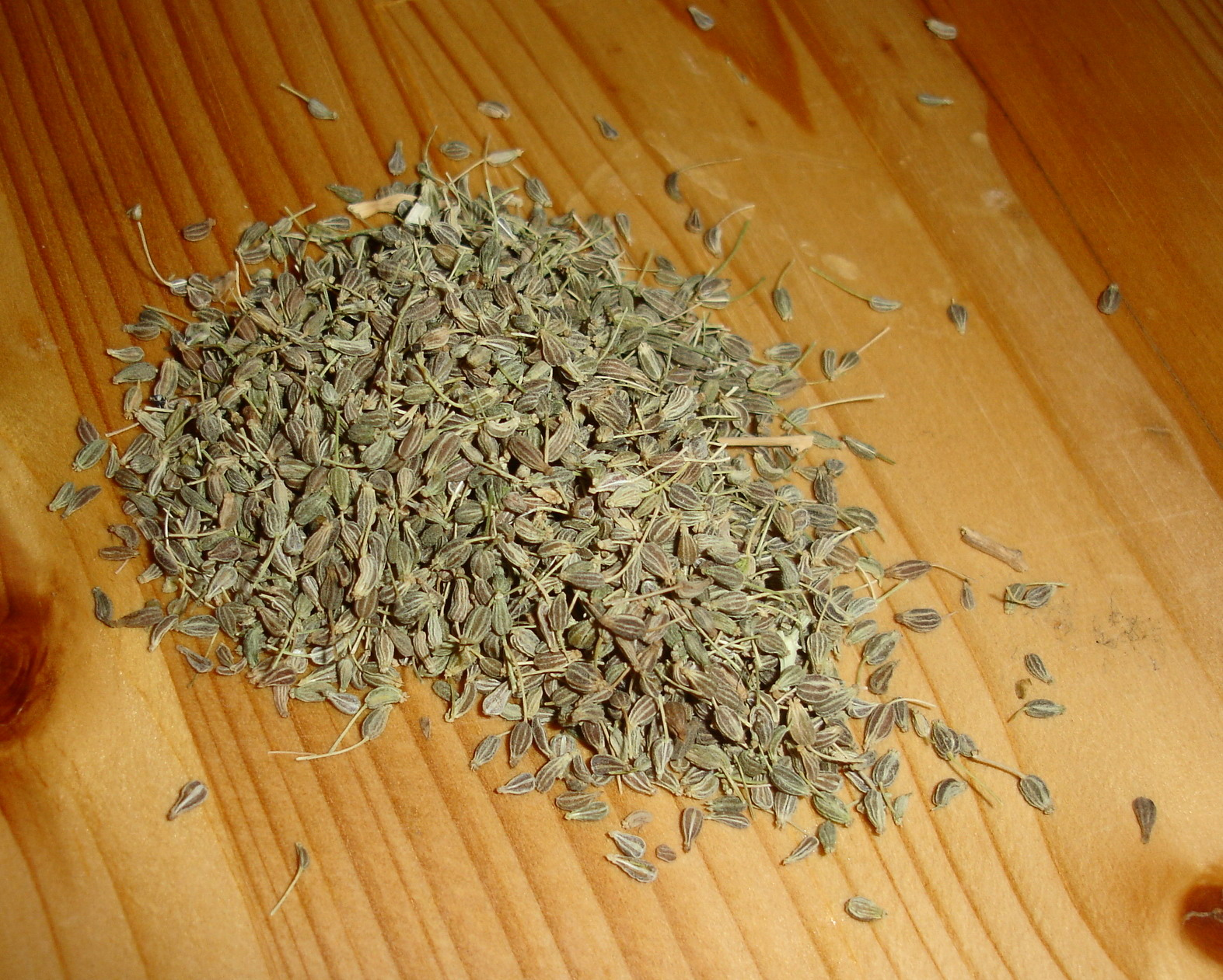
Graines d'Anis vert sur une table de bois.